# Anthemus chionaspidis
Anthemus chionaspidis är en stekelart som beskrevs av Howard 1896. Anthemus chionaspidis ingår i släktet Anthemus och familjen sköldlussteklar.
Artens utbredningsområde är:
- Spanien.
- Sri Lanka.

Inga underarter finns listade i Catalogue of Life.